# 斯塔斯
《斯塔斯》（法語：Strass）是一部道格玛95运动期间诞生的比利时紀錄片，由文森·蘭諾执导，于2001年在各大电影节上发行，2002年8月14日在电影院上映。

## 上映日期
- 德国：2001年11月8日（曼海姆－海德堡国际电影节（法语：Festival international du film de Mannheim-Heidelberg））
- 美国：2002年1月16日（棕榈泉国际电影节）
- ：2002年4月29日（全州國際電影節）
- 法國：2002年8月14日
- 比利时：2002年9月25日